# 金特勒峰

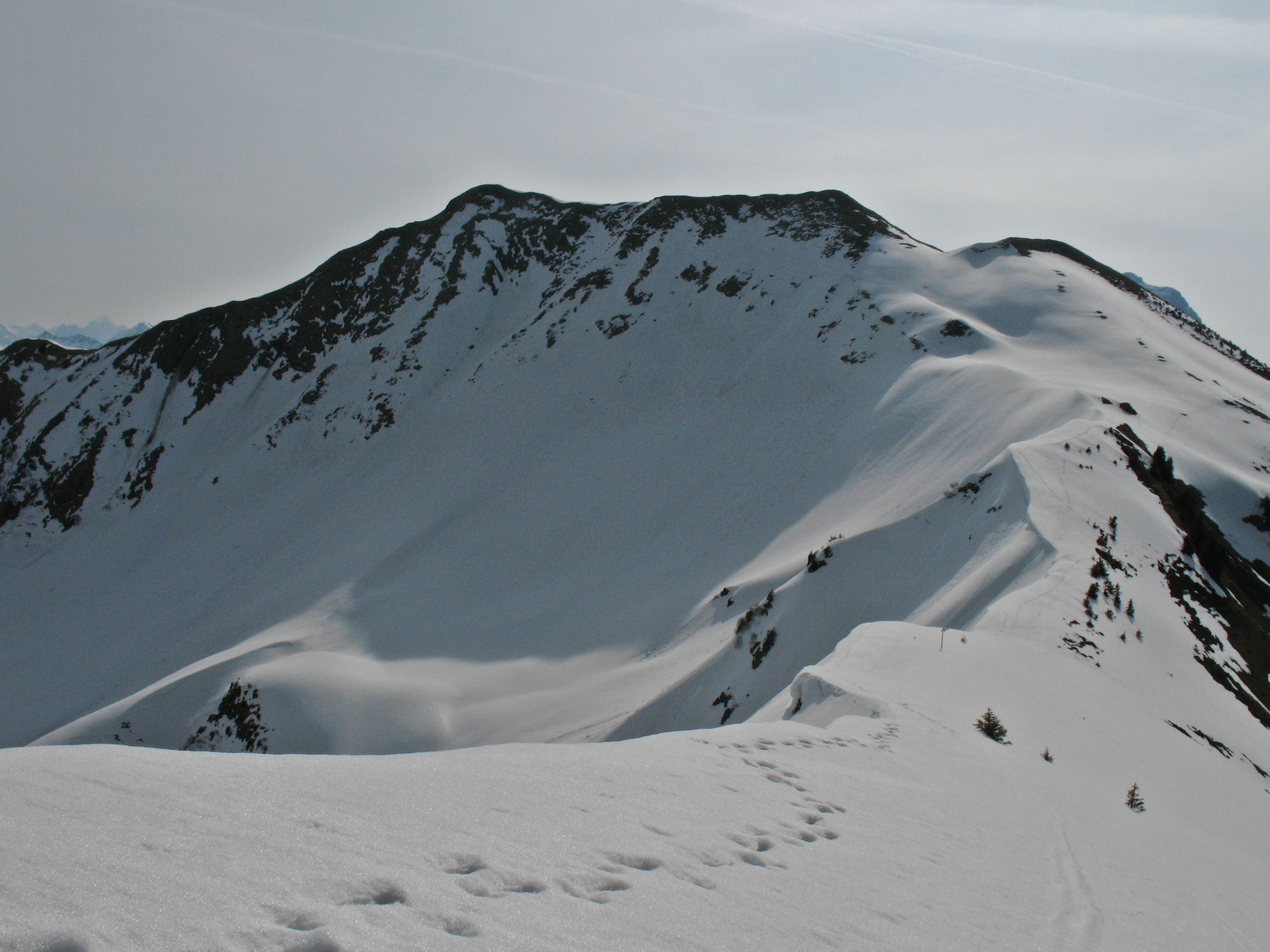

47°18′3″N 10°4′37″E / 47.30083°N 10.07694°E
金特勒峰（德語：Güntlespitze），是奧地利的山峰，位於該國西部，由福拉爾貝格州負責管轄，屬於阿爾高阿爾卑斯山脈的一部分，距離因辰峰1.2公里，海拔高度2,092米，每年平均降雨量1,730毫米。